# Castlereagh-Talsperre
Die Castlereagh-Talsperre (englisch Castlereagh Dam, auch Castlereigh Dam; Tamil காசல்ரே அணை) ist eine Talsperre in der Zentralprovinz Sri Lankas. Sie staut den Kehelgamu(wa) Oya, einen Zufluss des Kelani. Nordöstlich liegt die Kleinstadt Hatton. Das Kraftwerk selbst liegt oberhalb der Norton-Talsperre.

## Staumauer und Stausee
Die Gewichtsstaumauer wurde 1958 durch Grün & Bilfinger errichtet. Der Stausee Castlereagh Reservoir erstreckt sich über eine Länge von sechs Kilometern bis Norwood. Bei maximalem Stauziel fasst er 44,8 Mio. m³ Wasser. Der See in den Bergen ist umgeben von Teeplantagen und gehört mit Hatton sowie Adam’s Peak zu beliebten Touristenzielen der Region. Der Wasserflugplatz (IATA-Code: NUF, ) wird von Cinnamon Air bedient. Tägliche Verbindungen führen zu den Flugplätzen Colombo City, Koggala bei Galle und Weerawila/Hambantota.

## Kraftwerk im Laxapana-Komplex
Die zugehörige Wimalasurendra Power Station () liegt sechs Kilometer nördlich bei Norton Bridge. Das Wasserkraftwerk wird über einen Druckstollen und Druckrohre gespeist, den das schwedische Unternehmen Skanska anlegte. Die beiden Turbinen mit einer installierten Leistung von 52 MW wurden im Januar 1965 in Betrieb genommen. Die Stromerzeugung lag 2010 bei 80 Mio. kWh.
Der Laxapana-Komplex der Ceylon Electricity Board (CEB) umfasst fünf weitere Stauseen und Kraftwerke. Das Wimalasurendra-Kraftwerk (50 MW) leitet das Wasser in die kleine Norton-Talsperre am Kehelgamu ein. Von dort führt ein weiterer Druckstollen zum „alten“ Laxapana-Kraftwerk (53,8 MW) am Maskeli Oya mit fünf Turbinensätzen. Die Canyon-Talsperre, die Wasser vom Canyon-Kraftwerk erhält, speist über einen Druckstollen das benachbarte neue Laxapana-Kraftwerk (100 MW). Die große Maussakelle-Talsperre am oberen Maskeli speist über einen Druckstollen das Canyon-Kraftwerk (60 MW). Die beiden Laxapana-Kraftwerke entwässern in die Laxapana-Talsperre, die über einen Druckstollen das Samanala- bzw. Polpitiya-Kraftwerk (75 MW) antreibt. Unterhalb von diesem wurde die Broadland-Talsperre fertiggestellt, deren Turbinen seit Januar 2023 35 MW zur Gesamtleistung des Komplexes von 373,8 MW beisteuern. Etwa 600 Meter nordwestlich vereinigen sich Kehelgamu und Maskeli zum Kelani.

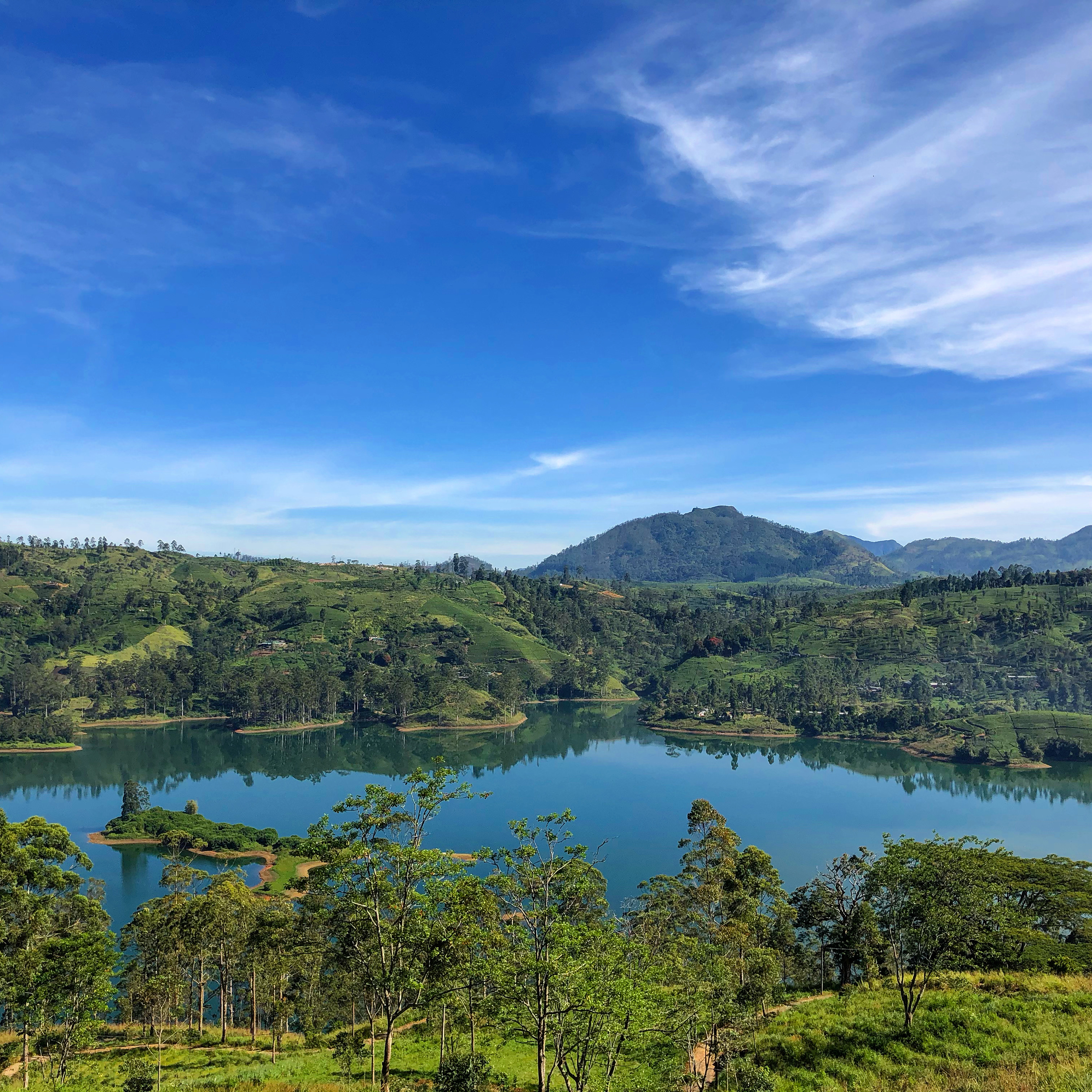
Castlereagh Reservoir, 2020
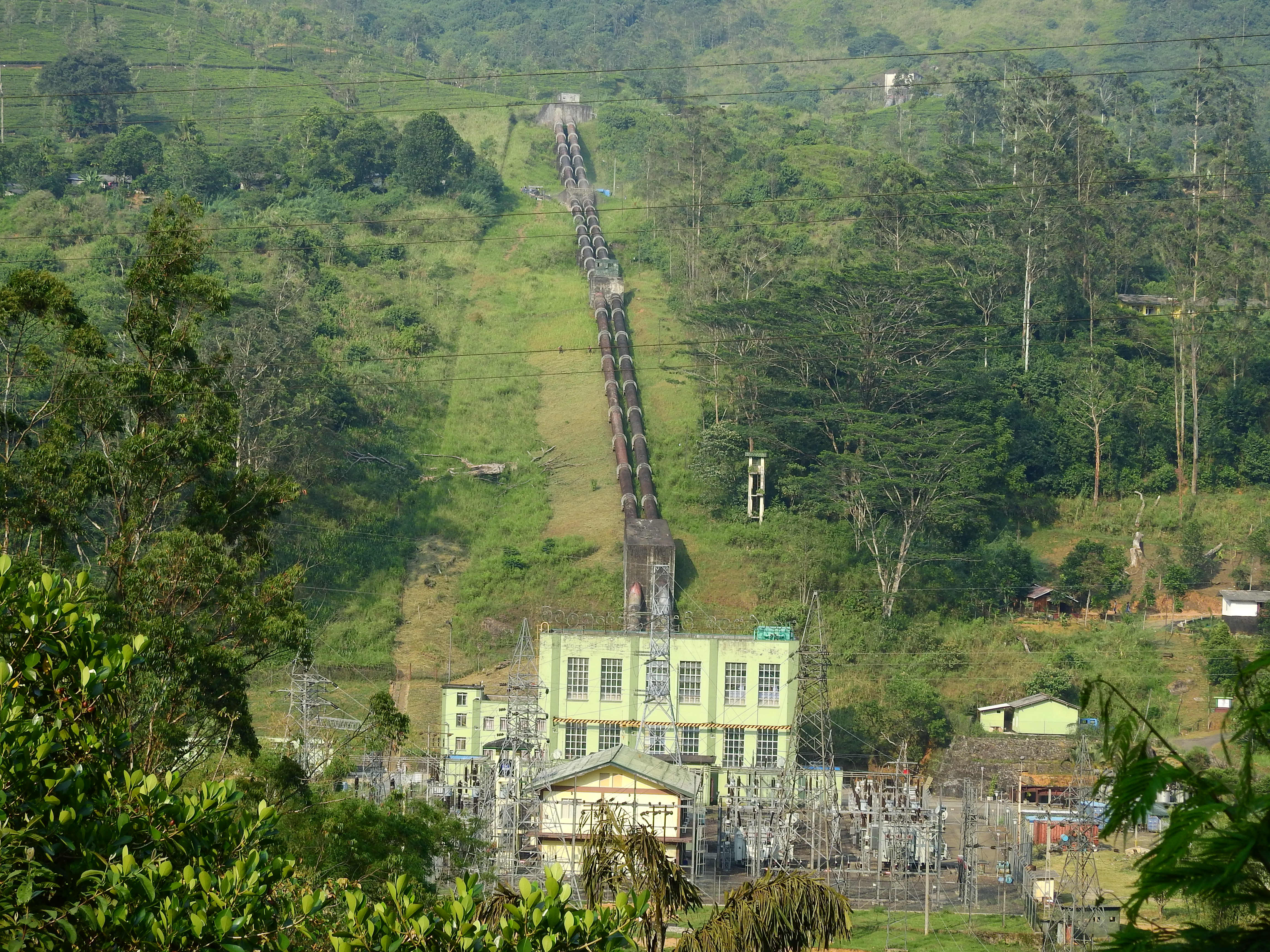
Wimalasurendra Power Station mit Druckrohren, 2018
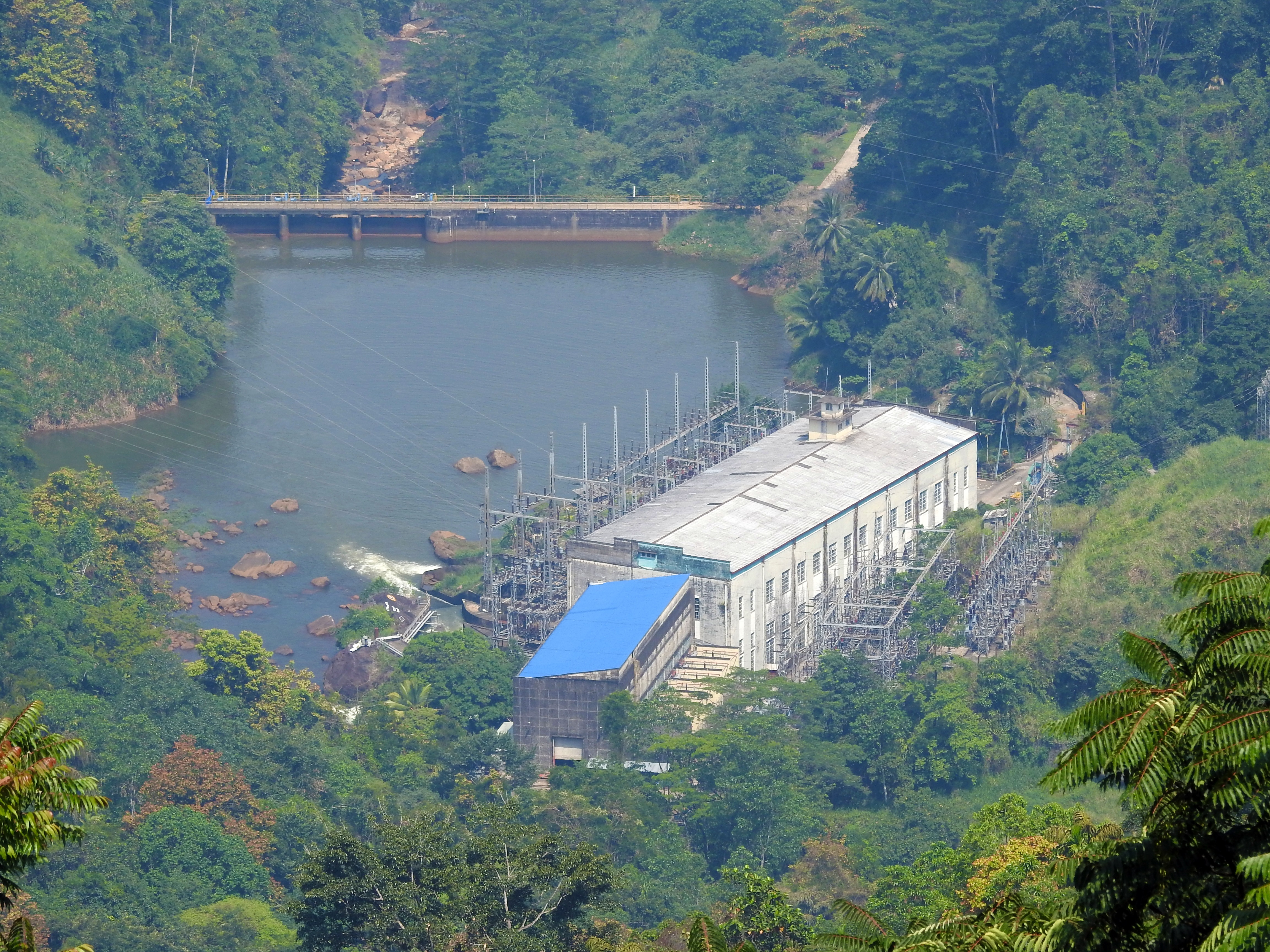
Laxapana-Kraftwerke, 2018

## Belege
1. 1 2 3 4 5 6 7  Global Energy Observatory: Wimalasurendra Hydroelectric Power Plant. Englisch, Stand 6. Juni 2010.
2. 1 2 3  steemit.com: Sri Lanka Castleragh Reservoir Surroundings. Englisch, abgerufen am 14. Dezember 2024.
3. ↑  cinnamonair.com: Cinnamon Air Flights to Castlereagh Reservoir. Englisch, abgerufen am 14. Dezember 2024.
4. ↑  ceb.lk: Hydro Power Plant Operation. Laxapana Complex. (Memento vom 6. September 2015 im Internet Archive)
5. ↑  ceb.lk: CEB Generation Network as at January, 2023. Englisch, PDF; abgerufen am 14. Dezember 2024.